# Чемпионат Европы по лёгкой атлетике в помещении 1981 — тройной прыжок (мужчины)
Соревнования в тройном прыжке у мужчин на чемпионате Европы по лёгкой атлетике в помещении в Гренобле прошли 21 февраля 1981 года во Дворце спорта.
Действующим зимним чемпионом Европы в тройном прыжке являлся Бела Бакоши из Венгрии.

## Рекорды
До начала соревнований действующими были следующие рекорды в помещении.
| Высшее мировое достижение        | Геннадий Валюкевич (СССР)   | 17,29 м | Минск, СССР | 12 февраля 1979 |
| Рекорд Европы                    | Геннадий Валюкевич (СССР)   | 17,29 м | Минск, СССР | 12 февраля 1979 |
| Рекорд чемпионатов Европы        | Виктор Санеев (СССР)        | 17,10 м | Мюнхен, ФРГ | 22 февраля 1976 |
| Лучший результат сезона в мире   | Кит Коннор (Великобритания) | 17,08 м | Даллас, США | 31 января 1981  |
| Лучший результат сезона в Европе | Кит Коннор (Великобритания) | 17,08 м | Даллас, США | 31 января 1981  |

## Расписание
| Дата            | Раунд соревнований |
| --------------- | ------------------ |
| 21 февраля 1981 | Финал              |

Время местное (UTC+2)

## Медалисты
| Золото              | Серебро          | Бронза                   |
| Шамиль Аббясов СССР | Клаус Кюблер ФРГ | Астон Мур Великобритания |

## Результаты
Обозначения: WB — Высшее мировое достижение | ER — Рекорд Европы | CR — Рекорд чемпионатов Европы | NR — Национальный рекорд | WL — Лучший результат сезона в мире | EL — Лучший результат сезона в Европе | PB — Личный рекорд | SB — Лучший результат в сезоне | DNS — Не вышел в сектор | NM — Без результата | DQ — Дисквалифицирован

Основные соревнования в тройном прыжке у мужчин прошли 21 февраля 1981 года. В сектор вышли 10 легкоатлетов. Шамиль Аббясов из СССР показал лучший результат в мировой истории — 17,30 м, улучшив достижение соотечественника Геннадия Валюкевича на 1 см.
| Место | Атлет                | Гражданство    | Результат | Примечания |
| ----- | -------------------- | -------------- | --------- | ---------- |
| 1     | Шамиль Аббясов       | СССР           | 17,30 м   | WB, WL, CR |
| 2     | Клаус Кюблер         | ФРГ            | 16,73 м   |            |
| 3     | Астон Мур            | Великобритания | 16,73 м   | PB         |
| 4     | Петер Бушен          | ФРГ            | 16,61 м   |            |
| 5     | Бернар Ламитье       | Франция        | 16,50 м   |            |
| 6     | Александр Бескровный | СССР           | 16,46 м   | PB         |
| 7     | Янош Хегедиш         | Югославия      | 16,31 м   | PB         |
| 8     | Вольфганг Кнабе      | ФРГ            | 16,14 м   |            |
| 9     | Алессандро Усси      | Италия         | 15,87 м   |            |
| 10    | Юхан Бринк           | Швеция         | 15,48 м   |            |